# Rita (Donizetti)
Rita, ou Le mari battu (Rita o el marit colpejat) és un opéra-comique en un acte, composta per Gaetano Donizetti i llibret en francès de Gustave Vaëz. L'òpera, una comèdia domèstica que consta de vuit nombres musicals connectats pel diàleg parlat, es va completar el 1841 sota el seu títol original Deux hommes et une femme ("Dos homes i una dona"). Rita es va estrenar pòstumament a l'Opéra-Comique de París el 7 de maig de 1860.

## Origen i context
El 1841, mentre Donizetti era a París esperant que s'acabés un llibret per una comissió de la Scala, va tenir una trobada casual amb Gustave Vaëz, que havia coescrit els llibrets per a dues de les seves òperes anteriors, Lucie de Lammermoor (la versió en francès de Lucia di Lammermoor) i La Favorite. Va demanar a Vaëz si podia escriure un llibret per a una òpera curta per mantenir-se ocupat mentre esperava el projecte de La Scala. Vaëz va crear ràpidament Deux hommes et une femme ("Dos homes i una dona"), una peça còmica en un acte que consisteix en vuit números musicals connectats pel diàleg parlat. Segons Vaëz, Donizetti va completar la partitura en vuit dies. No obstant això, l'Opéra-Comique la va rebutjar i Donizetti va fer traduir el llibret a l'italià per a una actuació prevista al Teatre del Fondo de Nàpols. Després de la mort de l'empresari del Teatre del Fondo, Domenico Barbaja, l'estrena no es va concretar. La partitura, encara no executada, va ser trobada en els efectes de Donizetti, quan va morir el 1848.

## Representacions
El 7 de maig de 1860, dotze anys després de la mort del compositor, l'òpera es va estrenar a l'Opéra-Comique amb el títol Rita, ou Le mari battu. No fou un gran èxit i només es va programar de manera esporàdica en els 100 anys després de la seva estrena.
Va ser reviscuda i càlidament rebuda per primera vegada a Roma el 1955 i després a la Piccola Scala de Milà el 1965. En els següents cinquanta anys Rita (tant en l'original francès com en la traducció a l'italià) s'ha convertit en una de les òperes de Donizetti que s'ha programat més freqüentment, gràcies a la seva desimboltura escènica i la bellesa melòdica.
Ateses les seves reduïdes dimensions s'ofereix normalment en companyia d'algun altre títol.